# Модрина князів Щербатових
Модрина князів Щербатових — ботанічна пам'ятка природи місцевого значення в Україні. Площа 0,02 га. Оголошено територією природно-заповідного фонду 1 грудня 2006 року. Знаходиться в західній частині селища Терни Роменського району Сумської області, між школою і кафетерієм "Теренок".
Являє собою місце зростання екзотичного для Сумщини дерева модрини звичайної, яке за народними переказами було висаджене місцевим меценатом та благодійником князем Б.С. Щербатовим.
В кінці 2024 року Недригайлівською селищною радою розпочато роботи щодо організації та встановлення меж ботанічної пам'ятки природи «Модрина князів Щербатових».